# Per Morberg
Per Henrik Morberg, ursprungligen Andersson, född 23 juni 1960 i Brännkyrka församling, Stockholm, är en svensk skådespelare, kock och programledare.

## Biografi
Morberg är uppvuxen i Hökarängen och Sköndal i Stockholm. I tonåren tävlade han i judo för judoklubben IK Södra Judo, tog svart bälte och korades till svensk och skandinavisk mästare. 1979 kom han trea vid Ungdoms-EM i Östberlin. Han utbildade sig till kock vid Kristinebergs hotell- och restaurangskola och arbetade sedan på anrika krogar som bland annat Riche, Café Opera, Club Alexandra och Tullgarns värdshus. 
Efter en teaterkurs på Studiefrämjandet 1982 uppmanades han att söka vidare till scenskolan. Han utbildade sig på Teater- och Operahögskolan i Göteborg och gjorde sin praktik på Angereds Teater där han genast fick göra huvudrollen som Armand i Kameliadamen. Han har turnerat med Riksteatern i flera uppsättningar och blev speciellt uppmärksammad för rollen som Molina i Spindelkvinnans kyss. På Dramaten har han medverkat i produktioner som Farliga förbindelser och Fröken Julie. Han överraskade som komisk skådespelare i Sound of Music på Göta Lejon 1995 där han gestaltade Maximillian Detweiller.
För den stora allmänheten är Morberg mest känd för sina roller på film och tv. Här kan nämnas till exempel huvudrollen som Bengt Hall i filmen 1939, filmregissören Mos i Zingo, psykopaten Viggo Strieber i tv-serien Rederiet och Roger Rönn i Vita lögner. Han har medverkat i flera Beckfilmer med Peter Haber (och där spelat Becks chef) samt i Kay Pollaks kritikerrosade Så som i himmelen. Han spelade Rövhalt i TV-serien Hem till Midgård på TV4. Morberg har gjort reportage om jakt och matlagning i magasinet Jakt & fiske i TV 4 Plus, varit domare i Sveriges mästerkock och har lett ett eget matlagningsprogram, Vad blir det för mat?, på TV4. Under år 2025 medverkade Per Morberg i reseprogrammet Mauri och Morberg – på en liten resa på TV4, tillsammans med nöjesprofilen Mauri Hermundsson. Efter att ha genomfört tre avsnitt på resande fot tillsammans med Hermundsson, så fick han nog och bestämde sig för att hoppa av programmet. 
Under våren 2009 följde Morberg upp framgångarna med sitt matlagningsprogram genom att ge ut en kombinerad kokbok och självbiografi under namnet Morberg – scenen, livet och konsten att laga mat.
Han är gift med Inese Bergs Morberg och har fem döttrar. Dottern Alida Morberg är även hon skådespelare.

## Filmografi (urval)
- 1989 – 1939
- 1991 – Önskas
- 1995 – Bert – den siste oskulden
- 1996 – Kalle Blomkvist – Mästerdetektiven lever farligt
- 1997 – Beck – Lockpojken
- 1997 – Beck – Mannen med ikonerna (TV-film)
- 1997 – Beck – Pensionat Pärlan (TV-film)
- 1998 – Beck – The Money Man
- 1998 – Beck – Monstret
- 1998 – Beck – Vita nätter (TV-film)
- 1998 – Beck – Öga för öga (TV-film)
- 1998 – Zingo
- 2001 – Beck – Hämndens pris
- 2001 – Jordgubbar med riktig mjölk
- 2004 – Så som i himmelen
- 2005 – Historien om allt
- 2005 – Wallander – Mörkret
- 2009 – Wallander – Vålnaden
- 2010 – Kommissarie Späck
- 2013 – Hur många kramar finns det i världen?

## TV-serier
- 1987–1988 – Goda grannar (TV)
- 1987 – Svenska hjärtan (TV-serie)
- 1989 – Tiger Rag (TV-serie)
- 1990 – Fiendens fiende (TV-serie)
- 1991 – Önskas
- 1994 – Rederiet (TV-serie)
- 1996 – Anna Holt (TV-serie)
- 1997 – Vita lögner (TV-serie)
- 2001 – Fru Marianne (TV-serie)
- 2003 – Talismanen (TV-serie)
- 2003+2004 – Hem till Midgård (TV)
- 2005 – Lite som du (TV-serie)
- 2007 – Labyrint (TV-serie)
- 2007 – Luftens helter (TV-serie)
- 2007 – Kommissarien och havet - Den du inte ser (TV-serie)
- 2007–2010 – Vad blir det för mat? (TV)
- 2007 – Upp till kamp (TV-serie)
- 2011 – Stockholm - Båstad (TV-serie)
- 2011–2013 – Sveriges mästerkock (TV)
- 2011 – Den stora matresan (TV-serie)
- 2012 – Fjällbackamorden – I betraktarens öga (TV-serie)
- 2013 – Inkognito (TV-serie)
- 2016–2017 – Vad blir det för mat? (TV)
- 2018 – Sjölyckan (TV-serie)
- 2025 – Mauri och Morberg – på en liten resa (TV)

## Teater

### Roller
| År   | Roll  | Produktion                                                                                  | Regi                       | Teater                 |
| ---- | ----- | ------------------------------------------------------------------------------------------- | -------------------------- | ---------------------- |
| 1987 | Jim   | Under tiden Michael Druker                                                                  | Richard Looft              | Dramaten               |
| 1995 |       | Sound of Music Richard Rodgers och Oscar Hammerstein II                                     | Trond Lie                  | Göta Lejon             |
| 2003 | Jean  | Fröken Julie August Strindberg                                                              | Ernst Billgren Per Morberg | Tullgarns slott        |
| 2004 | Jean  | Fröken Julie August Strindberg                                                              | Ernst Billgren Per Morberg | Tullgarns slott        |
| 2006 | Jason | Medea (Μήδεια Mēdeia) Euripides                                                             | Sara Cronberg              | Stockholms stadsteater |
| 2008 |       | London – The Musical David Hynes, Steve Martin, Henrik Wikström, Jan Sjönneby, Chris Larner | Nigel Harvey               | Filadelfiakyrkan       |

### Regi
| År   | Produktion   | Upphovsmän        | Teater                                              |
| ---- | ------------ | ----------------- | --------------------------------------------------- |
| 2003 | Fröken Julie | August Strindberg | Tullgarns slott Regi tillsammans med Ernst Billgren |
| 2004 | Fröken Julie | August Strindberg | Tullgarns slott Regi tillsammans med Ernst Billgren |